# Pteromalus fabia
Pteromalus fabia är en stekelart som beskrevs av Walker 1839. Pteromalus fabia ingår i släktet Pteromalus och familjen puppglanssteklar. Inga underarter finns listade i Catalogue of Life.